# 李朋峰事件
李朋峰少尉，南投縣水里鄉人，交通大學研究所畢業後，於馬祖東莒島服役。1995年1月某日下午，洗澡完突然失蹤，全島官兵發動三天三夜搜索，一無所獲，生死不明。2008年9月3日，國防部以「奉命帶隊到東莒福正水庫附近整理環境，在執行任務時失蹤。」為由結案，核定為因公殉職，並於當日將李朋峰牌位入祀南投忠烈祠。

## 外部連結
- 馬祖資訊網－東莒少尉排長李朋峰失蹤案 （页面存档备份，存于）